# 1952年ヘルシンキオリンピックのオランダ選手団
1952年ヘルシンキオリンピックのオランダ選手団（1952ねんヘルシンキオリンピックのオランダせんしゅだん）は、1952年7月19日から8月3日にかけてフィンランドの首都ヘルシンキで開催された1952年ヘルシンキオリンピックのオランダ選手団、およびその競技結果。

## 概要
今大会は銀メダル5個、合計5個のメダルを獲得した。

## メダル
| メダル | 選手名                 | 競技 | 種目           |
| ------ | ---------------------- | ---- | -------------- |
| 銀     | パック・ブラウワー     | 陸上 | 女子200m       |
| 銀     | ハニー・テルミューレン | 競泳 | 女子100m自由形 |